# Anomala gallana
Anomala gallana är en skalbaggsart som beskrevs av Ohaus 1925. Anomala gallana ingår i släktet Anomala och familjen Rutelidae. Inga underarter finns listade i Catalogue of Life.